# Успенский собор (Галич)
Успенский собор — один из крупнейших православных храмов Древней Руси, находившийся в городе Галиче, столице Галицкого и Галицко-Волынского княжеств. С XII века был кафедральным собором Галицкой епархии, а с XIV века Галицкой митрополии.

## Летописные упоминания
Первое упоминание об Успенском соборе в летописи относится к 1187 году в связи с погребением в нём князя Ярослава Осмомысла: «Того же лѣт̑ престависѧ Галичькии князь Ярославъ снъ Володимерь мсца ѡктб̑ѧ въ а днь а во вторъıи днь положенъ бъıс во цркви стъıӕ Бца. Бѣ же князь моудръ и рѣченъ ӕзъıкомъ». Предполагается, что собор был построен Ярославом Осмомыслом в 1150-х годах, когда в Галиче была организована самостоятельная епископия.
В 1208 году храм упоминается как место посадки на Галицкий стол малолетнего князя Даниила владимирскими, галицкими и венгерскими боярами. В 1219 году относится упоминание об устройстве на церкви Богородицы укреплений («града») венгерским воеводой Филей. Храмы во имя пресвятой Богородицы и святого Михаила в 1231 году посещает князь Даниил, так же он «приходит к пречистой Богородицы» в 1235 после занятия Галича из-за отсутствия князя Михаила Всеволодовича Черниговского. Во время обороны князя Изяслава Владимировича от войск Романа Даниловича в 1254 году, воины Изяслава и он сам выбежали на своды церкви «куда и беззаконные угры были выбежали», то есть речь идет о конструкции именно Успенского собора. Данное летописное упоминание свидетельствует о том, что собор уцелел во время монголо-татарского нашествия. Наличие сводов и «комар» может говорить либо о полной сохранности конструкций сооружения либо об их относительно небольших повреждениях, которые удалось достаточно быстро устранить.

## Разрушение здания
Основания в 1303 году митрополии именно в Галиче свидетельствует, что в это время епископская резиденция, размещена здесь, и само здание находилось в хорошем состоянии, а собор, после опустошения Киева, был, на короткое время, самым большим храмом Западной Руси. Об этом, определённым образом, свидетельствуют серебряная монета чешского короля Вацлава II, которая была выбита в Праге между 1300 и 1305 году и найдена на руинах сооружения в конце 1930-х годов, а также упоминание о церкви Успения Богородицы в грамоте князя Льва 1301 года. На печати Галицкого митрополита Феодора 1334 года, размещено изображение Богородицы как традиционного символа Галицкого собора, однако написание грамоты во Львове свидетельствует о, по крайней мере, временном пребывании Феодора в новой столице. На основе археологических исследований, Ярослав Пастернак пришёл к выводу, что в конце XIV — начале XV веков конструкции здания подверглись значительным разрушениям, и уже в то время на месте части сооружения возникла новая часовня. Этот процесс совпал во времени с замещением польско-католической властью древних русских епископских кафедр латинскими епископами. В 1455 году польский король Казимир IV издал указ о запрете ремонтировать и восстанавливать старинные галицкие храмы; в это же время, ещё сохранившиеся конструкции собора стали разбирать, и впоследствии, на его месте было размещено кладбище. В 1584 году из остатков Успенского собора, вероятно по указанию епископа Гедеона (Балабана), была возведена рядом новая кафедральная церковь Успения Богородицы. Далее территория Крылоса и расположенного здесь монастыря, служит как резиденция наместников Галицких епископов и митрополитов.

## Исследования
Остатки летописной Богородичной церкви княжеского Галича обнаружила в 1936 году экспедиция Научного общества им. Т. Шевченко под руководством Ярослава Пастернака. От храма сохранились лишь фундаменты, частично выбранные, небольшие фрагменты пола и скупые участки наземных стен. Важнейшими в этих исследованиях оказались следующие факты: 1) место расположения собора на Крылосском городище стало весомым доказательством в дискуссии о локализации летописного «города»; 2) значительные размеры церкви — 37,5×32.4 м, что среди храмов Киевской Руси того времени уступают лишь размерам Софии Киевской; 3) белокаменная техника кладки и богатый архитектурный декор; 4) найдено мужское захоронение в каменном саркофаге, которое было интерпретировано исследователем как останки Галицкого князя Ярослава Владимировича Осмомысла. Опираясь на результаты своих исследований, Ярослав Пастернак определил время сооружения собора — 1157 год.
Фундаменты собора строились преимущественно из туронского мела, а наземные стены — из мелкозернистого литотамниевого известняка и белого алебастра. В своды собора клали подольский травертин — камень относительно лёгкий. Стены собора выложены полубутовым методом: две наружные лицевые стенки состоят из обработанных квадров, а между ними — забутка, так называемое «ядро стены». В основе наземных стен обнаружили следы применения внутренних деревянных каркасов — «связей». Пол собора выкладывалась различным материалом: в «храме верующих» и в центральной части западной галереи, или притворе, — алебастровыми плитами, в «святилище» — плитами теребовльского песчаника.
Во время археологических исследований Успенского собора обнаружено много находок, которые значительно дополняют представление о его прежнем виде и декоре. Особого внимания заслуживают фрагменты распространённого на то время романского декора — человеческих и звериных каменных масок, служивших консольными основами для аркатурно-колончатых поясов и части зубчатого фриза. К фрагментам каменной резьбы следует отнести также части кубовидной капители, базу с круглой колонкой, а также обломки полукруглых валиков. Все это показало, какой была белокаменная отделка собора: фризы и дуги, декорированные «в шахматную доску», резные капители, кубовидные консоли, плетёный орнамент.
Во время повторных исследований руин Успенского собора в 1992—1998 годах было обнаружено ещё более ста фрагментов архитектурных деталей, среди них обломки нервюр, колонки, профилированные элементы баз, карнизов, уступов, вертикальных тяг, арочных дуг, а также более мелкие фрагменты с отрывками белокаменной резьбы. Большинство архитектурных деталей резались из известняка, однако попадались и алебастровые профилированные элементы.
На основе новых археологических исследований и архитектурного анализа удалось выделить три этапа формирования планировочной и архитектурно-пространственной структуры собора. На первом этапе (при закладке фундаментов) он планировался как восьмистолпный храм с боковыми двухъярусными галереями. Уже в процессе строительства его решили сделать шестистолпным, крестово-купольным храмом с нартексом и боковыми галереями. А в процессе его функционирования, в конце XII или начале XIII в., его перестроили в четырёхстолпный, окружённый с трех сторон двухъярусными галереями. На возможную двухъярусность галерей указывает значительная мощность обводных фундаментных стен, которые были заложены на ту же глубину, что и фундаменты внутренних стен собора. На определённом этапе его функционирования галереи могли покрывать односкатными крышами — оттуда, скорее всего, происходит красная керамическая черепица, обнаруженная в ходе раскопок. Угловые участки собора, в плане квадратные или приближенные к квадрату, могли завершаться четырьмя дополнительными банями.
Ближайшими по архитектурным решениям являются храмы Владимиро-Суздальской земли середины и второй половины XII века, первые из которых строили, скорее всего, галицкие мастера. В частности, подобным Галицкому собору является Успенский собор во Владимире-на-Клязьме. Ярослав Пастернак высказал предположение, что при достройке до Владимирского собора галерей и меньших бань в конце XII в. строители могли ориентироваться на формы Успенского собора в Галиче. Планировочная структура здания, которая хорошо прослеживается на основе археологического материала, очень близка к Неа Экклесиа в Константинополе, что находилась в структуре императорского Большого Дворца, и могла служить прототипом Галицкого собора.
Дальнейшие упоминания об Успенском соборе свидетельствуют, что он действовал в течение XIV—XVI вв. Именно с этим храмом как с центром Галицкой митрополии ещё с XIII в., вероятно, связана традиция употреблять названия «Крылос» для всей горы, на которой до середины XIII в. функционировала княжеская столица.
Точная дата разрушения Успенского собора остается неизвестной. Письменные упоминания косвенно подтверждают его существование ещё во второй половине XVI века. Тогда же (предположительно, в 1584—1585 гг.) построена новая Успенская церковь, но на месте старой ещё в первой половине XVIII в., согласно с инвентарем 1749 года, были хорошо видны каменные руины.
Князь Роман Мстиславич по утверждению автора Суздальской летописи был похоронен в храме, что частично опровергает Александр Головко.
В 1936—1939 годах на территории городища в селе Крылос, где располагался детинец Галича, производил раскопки храма Ярослав Пастернак. От Успенского собора сохранились фундаменты, а в южной и восточной частях — небольшие участки нижних рядов кладки наземных стен. Раскопанные остатки были вновь открыты в 1970-х годах, законсервированы и покрыты новой кладкой.

## Архитектура
Белокаменный Успенский собор был большим четырёхстолпным трёхапсидным пятинефным храмом с галереями, проходящими с трёх сторон. Его основное здание без галерей насчитывало в ширину 21 м, в длину — 30—31 м. Общий размер (с галереями) по фундаменту: ширина 32,4 м, длина 37,5 м, азимут 100°. Величина сторон подкупольного квадрата около 7 м. Судя по найденным при раскопках двум блокам от колонн, подкупольные столбы, видимо, были в плане круглыми. На внутренних стенах храма колоннам отвечали плоские пилястры с профилированными базами. Северный участок западной стены значительно толще, чем остальные стены, что может свидетельствовать о размещении здесь лестницы на хоры. Угловые западные и восточные членения галерей были выделены в самостоятельные помещения. Снаружи стены здания имели цоколь и членились плоскими лопатками.
Стены Успенского собора были сложены из камней разных сортов, в основном из алебастра и известняка. Их наружные поверхности были выполнены из хорошо отёсанных блоков, а середина заполнена битыми камнями на растворе. Размеры блоков различные: длина чаще всего около 58 см, ширина 40 см. Пепельно-серый гипсовый раствор в стенах был очень прочным. Толщина стен составляла 1,4—1,5 м. Фундамент храма — слабо обработанные блоки известняка, лежащие на растворе худшего качества, чем в стенах, с большим количеством песка. Глубина фундамента более 2 м в средней и южной частях здания, значительно глубже он в северной части. Ширина фундамента гораздо больше ширины стен — около 2,25 м. В нижней части стен непосредственно на фундаменте обнаружены пустоты от деревянных брусьев-связей, имевших прямоугольное сечение.
В центральном нефе и западной галерее частично сохранились куски пола из каменных плит. Кроме того, при раскопках храма найдены поливные керамические плитки; среди них — несколько фрагментов с рельефным орнаментом. В 1955 году в 100 метров к западу от здания был раскопан завал поливных керамических плиток, очевидно выброшенных из собора. Плитки были двух типов: гладкие и с рельефным орнаментом (отмечено 12 вариантов рисунка). Судя по фрагментам штукатурки с остатками фресок, собор был внутри расписан. Обнаружены многочисленные фрагменты каменной резьбы, свидетельствующие о том, что храм имел богатое скульптурное убранство. Встречены детали аркатур, тонкие колонки, базы и карнизы, кронштейны в виде человеческих и звериных масок, куски архивольтов. От покрытия здания уцелели куски свинцовых листов толщиной 2 мм. В западной галерее почти напротив входа находился каменный саркофаг, погребение в котором обычно связывают с именем Ярослава Осмомысла.

## Попытки восстановления
В конце 1990-х годов в контексте празднования 1100-летия Галича впервые была осуществлена попытка восстановления собора. В августе 1999 года по согласованию с Галицкой районной государственной администрацией, Галицкий межхозяйственный отдел капитального строительства начал строительные работы на остатках собора. В это время были разрушены участки аутентичных фундаментов XII века, на которых заложены новые железобетонные конструкции под строительство нового сооружения. Работы были прекращены в том же году, из-за протестов общественных организаций и научных учреждений, заповедника «Древний Галич», а также под давлением писем Государственного комитета строительства, архитектуры и жилищной политики Украины и Министерства культуры и искусств Украины и за недостатком средств на строительство.
В мае 2017 в Ивано-Франковске состоялось совещание на котором было вновь было выдвинуто предложение о восстановлении Успенского собора. В ней приняли участие основатели Благотворительной организации «Международный благотворительный фонд восстановления Галичского Успенского Собора»: председатель Ивано-Франковской ОГА Олег Гончарук и его заместитель Игорь Пасичняк, архиепископ и митрополит Ивано-Франковский УГКЦ Владимир Вийтишин, народные депутаты Анатолий Матвиенко и Михаил Довбенко, экс-нардеп Зиновий Шкутяк, а также председателя Галицкой РГА и райсовета, руководители соответствующих управлений ОГА, депутаты и некоторые учёные. Однако участники XIV Международной научной конференции «Археология запада Украины», которая состоялась во Львове 17-19 мая 2017 года по поводу инициативы восстановления собора (специалисты по археологии, архитектуры, искусствоведения и истории) выступили с заявлением, в котором такой проект назвали «категорически недопустимым». 29 октября 2017 года в Музее истории Галича в селе Крылос состоялся круглый стол «Галицкий Успенский собор: возрождение государственного и духовного величия Украины», с участием Зиновия Шкутяка, директора Национального заповедника «Древний Галич» В. Костышина, председателя Львовской ОГА А. Синютки и депутатов М. Княжицкого, А. Кота, М. Довбенко, С. Барны, по результатам которого была принята резолюция относительно «объявления Всеукраинского конкурса на разработку проектных предложений восстановления Галицкого Успенского собора с музеефикацией существующих фундаментов XII в.» Впрочем, в обращении участников международной конференции «Религии и верования в движении х-XVI в.», которая состоялась 15-18 ноября во Львове, к президенту Украины и председателю ВРУ задекларировано мнение учёных, отличное от инициативной группы: «Участники конференции призывают вас прекратить любые (скрытые и неприкрытые) попытки незаконного восстановления Успенского собора XII века. В Крылосе, который заберет у последующих поколений возможность инвариантности научных визий утраченного памятника и может привести к уничтожению аутентичной субстанции до основания и безвозвратно».
26 января 2018 года в стенах Украинского Католического университета во Львове состоялось подписание соглашения о выполнении научно-проектной документации по музеефикации, консервации фундаментов Успенского собора XII века и реставрации часовни святого Василия Великого XVI века в селе Крылос (Княжий Галич) между Национальным заповедником «древний Галич» и Национальным университетом «Львовская политехника». Однако реализация проекта так и не состоялась из-за отсутствия государственного финансирования на спасение памятника. Остатки Успенского собора и часовня св. Василия и дальше находятся под угрозой уничтожения.